# حسن العدوي الحمزاوي
حسن العدوي الحمزاوي (1806 - يونيو 1886) فقيه مالكي مصري. من قرية العدوة في الشرقية. تعلم ودرَّس بالأزهر. جلس للتدريس سنة 1827. بني مسجدين، الأول ببلده، والثاني بجوار مسجد الحسين بالقاهرة. له مؤلفات كثيرة ورسالات مخطوطة ومطبوعة. توفي بالقاهرة عن 80 عامًا ودفن في مسجده بجوار المشهد الحسيني.

## سيرته
ولد حسن العدوي الحمزاوي سنة 1221 هـ/ 1806 بالعدوة من قرى مصر، ونشأ بها. حفظ القرآن ثم التحق بالأزهر وأخذ عن الأمير الصغير، وأحمد منة الله، وحسن القويسني، ومصطفى البولاقي. ثم جلس للتدريس سنة 1242 هـ/ 1827 م. واشتهر بـ«حفظ السنة وسير الصالحطن، مع كرم زائد، وأخلاق زكية، وكان يسعى في مصالح الطلبة وتنفيس الكربات عنهم، وكان الأمراء يكرمونه ويقبلون شفاعفته.» بني مسجدين، الأول ببلده، والثاني بجوار مسجد الحسين بالقاهرة. وقد أنشأ أيضًا حمامًا، ويقع في شارع جوهر القائد بحي وسط القاهرة.

ومن أخباره لما زار مصر السلطان عبد العزيز الأول سنة 1863 طلب الخديوي إسماعيل أربعة من كبار علماء الأزهر لتحية السلطان، وهم مصطفى العروسي والسقا ومحمد عليش وحسن العدوي، ثم وكل إلى‌ قاضي القضاة العثماني أمر تعليمهم آداب المثول بين يدي السلطان، ثم دخل العلماء الثلاثة وأدوا التحية كما علمهم القاضي، ولكن العدوي خالف ما أمر به وحيا السطان بتحية الإسلام وقدم إليه «بمشيته الاعتيادية، ولم يعاود الانحناء ولا التسليم»، وقال له كلمات فيما يجب على‌ السلطان نحو رعاياه بصفته كبير الحكام، لأن الحكام خلفاء الأنبياء وخرج الشيخ بوجهه لا بظهره وسبحته بيده، فغضب الخديوي من تصرف الشيخف واعتذر عنه للسلطان ولكن السلطان قال إنه مسرور ومعجب به وأمر له بخلعة سنية وألف جنية ذهبًا.

توفي في شهر رمضان سنة 1303/ يونيو 1886 ودفن في مسجده بجوار المشهد الحسيني بالقاهرة.

## آثاره
من مؤلفاته:
- «إرشاد المريد في معرفة خلاصة علم التوحيد»
- «الجوهر الفريد على إرشاد المريد»
- «المدد الفياض على الشفاء»
- «النفحات الشاذلية في شرح البردة البوصيرية»، المطبعة العامرة، 1297 [9]
- «النفحات النبوية في الفضائل العاشورية»، المطبعة العامرة، 1266 [10]
- «النور الساري من فيض صحيح الإمام البخاري»
- «بلوغ المسرات على دلائل الخيرات»، 1289 [11]
- «تبصرة القضاة والإخوان في وضع اليد وما يشهد له من البرهان»
- «حاشية على شرح عبد الباقي على العزية»
- «رسالة في بيان أحكام الأراضي المصرية»
- «رسالة في مخصصات اليمين»
- «كنز المطالب في فضل بيت الحرام» أو «كنز المطالب في فضل البيت الحرام والحجر الشاذروان وما في زيارة القبر الشريف من المآرب:
- «مشارق الأنوار في فوز أهل الاعتبار»، مطبعة بولاق، 1273 [12]
- «مولد النبي محمد صلى الله عليه وسلم»